# Martha Clausen
Martha Clausen, född Rasmussen 1815 och död 1846 i USA, var en dansk lärarinna och psalmförfattare. Hon var gift med den dansk-norske prästen C. L. Clausen, som var verksam i Nordamerika. Martha Clausen är representerad i danska Psalmebog for Kirke og Hjem.

## Psalmer
- Tack, o Jesus, att du ömt oss bjuder (nr 350 i Svenska Missionsförbundets sångbok 1920).
- Så vill vi nu säga varandra farväl